# Badiera punctata
Badiera punctata är en jungfrulinsväxtart som beskrevs av Nathaniel Lord Britton. Badiera punctata ingår i släktet Badiera och familjen jungfrulinsväxter. Inga underarter finns listade i Catalogue of Life.